# 張時澤
張時澤（1452年—？），字濟民，浙江紹興府餘姚縣人，民籍，明朝政治人物。

## 生平
浙江鄉試第七十七名舉人。成化二十三年（1487年）中式丁未科會試第一百二十一名，三甲第二百一十五名進士。官潮州府知府。

## 家族
曾祖張孟廉；祖父張曦；父張廷玉，母邵氏。具庆下。